# Knud Degn
Knud Oluf Jessen Degn (født 11. maj 1880, død 16. maj 1965) var en dansk olympisk sejlsportsmand. Degn deltog i 1924 i Paris, hvor han var med til at vinde sølvmedalje i 6-meterklassen i båden "Bonzo" efter den norske båd "Elisabeth V". Besætningen på "Bonzo" ud over Knud Degn af Christian Nielsen og Vilhelm Vett. I kampen om andenpladsen havde den danske og den hollandske båd begge fem point i sidste del af konkurrencen, hvorpå danskerne fik sølvet, da de var en smule bedre end hollænderne i konkurrencens første del. Sejladserne blev gennemført uden for Le Havre i perioden 21. til 26. juli.

## OL-medaljer
- 1924  Paris - Sølv i sejling, 6-meterklassen  Danmark